# كاساريس
بلدية كاساريس (بالإسبانية: Casares) هي بلدية تقع في مقاطعة مالقة التابعة لمنطقة أندلوسيا جنوب إسبانيا.

## الديموغرافيا
بلغ عدد سكان بلدية كاساريس 5.331 نسمة عام 2011 (وفقاً للمعهد الوطني الإسباني للإحصاء).
| 3.206 | 3.224 | 3.361 | 4.051 | 4.532 | 4.993 | 5.331 |